# Collectivisation
 (février 2013).
Si vous disposez d'ouvrages ou d'articles de référence ou si vous connaissez des sites web de qualité traitant du thème abordé ici, merci de compléter l'article en donnant les références utiles à sa vérifiabilité et en les liant à la section « Notes et références ».
La collectivisation est un processus d'appropriation collective des moyens de production : les terres, les usines, les entreprises, etc. Les partisans de la collectivisation s'opposent à l'économie capitaliste et même coopérative, en tant que négation de la propriété privée (individuelle, associative ou étatique) des moyens de production.
Elle est menée par le gouvernement de Joseph Staline en URSS entre 1929 et 1940. La collectivisation concerne une grande partie du bloc de l'Est, elle est aussi pratiquée à Cuba dans les années 1960, au Viêt Nam en 1954, en Corée du Nord dans les années 1950 et la Chine lors du Grand Bond en avant. Il s'agissait en réalité davantage de nationalisations.

## Collectivisation en URSS
Annoncée par Staline le 7 novembre 1929, elle commence quelques semaines plus tard le mois suivant.
La « collectivisation » débute en URSS le 27 décembre 1929, quelques années après la mort de Lénine et de la fin de sa politique libérale NEP. Elle se traduit d'abord par la création des fermes agricoles collectives (kolkhozes) dans les campagnes, Staline s'en disant le porte-parole depuis le 21 décembre 1929,. En 1938, 97 % des terres sont collectivisées[réf. nécessaire]. Au début de 1939, 293 des 333 secrétaires régionaux du Parti, 26 000 des 33 000 hauts fonctionnaires de la nomenklatura sont en poste depuis moins d'un an. 80 % des cadres ont été remplacés à la suite de ces événements.
L'évolution du système social de la collectivisation permis aux campagnes de se mécaniser avec les conséquences d'un immense exode rural des paysans pour trouver du travail en ville ou sur les chantiers du Nord et de la Sibérie, ce qui a provoqué la désertification des campagnes au profit de l'industrialisation urbaine.

## Collectivisation en RDA
En République démocratique allemande, le fonctionnement de l'agriculture est modifié au début des années 1960, avec la collectivisation des terres et du bétail. Les paysans sont d’abord très réticents, mais commencent assez rapidement à s'identifier au mouvement : ceux qui auparavant ne pouvaient jamais partir en vacances, en raison notamment de l'obligation de rester pour traire les vaches, ont découvert les horaires de travail fixes, les congés payés, l’accès à la culture et une plus grande solidarité dans les villages. D'autre part, les agriculteurs ont réparti entre eux les gains, mais également les risques.